# Ellendale, Dakota de Nord
Ellendale este un oraș și sediul comitatului Dickey, statul  Dakota de Nord, Statele Unite. Populația localității fusese de 1.394 locuitori la data recensământului din anul 2010.
Fondat în 1882,  Ellendale găzduiește colegiul Trinity Bible College, care se găsește pe fostul campus al North Dakota State Normal and Industrial School și Ellendale Opera House, care este în curs de renovare.

## Geografie
Conform datelor acumulate de United States Census Bureau, suprafața localității este de 3,7 km2, în întregime uscat.

## Educație
- Ellendale High School
- Trinity Bible College